# 谢永康
谢永康（1933年4月—1999年3月12日），安徽嘉山（今明光市）人，中华人民共和国军人、政治人物，是第七届全国人民代表大会代表。

## 生平
谢永康1933年4月出生于安徽省嘉山县一个军人家庭。他1946年7月随在新四军的家人一起向北撤退，不久加入中国人民解放军，1949年7月加入中共。1967年4月，调任中共无为县委书记兼县革命委员会主任。1981年11月，担任安庆市人民政府市长和中共巢湖地委常委。
1988年9月2日，经中华人民共和国国务院批准，池州地区行政公署在安庆城内成立，谢永康被中共安徽省委任命担任中共池州地委书记。11月15日，谢永康同雷澍生从安庆西门码头乘坐轿车前往贵池市池州镇秋浦西路15号（今池州市贵池区池阳街道秋浦西路200号杏花村宾馆所在地）办公；11月26日，中共池州地委正式挂牌，谢永康正式上任。
1990年1月23日，谢永康突发疾病，安徽医学院附属医院对其发出病危通知书。不久，时任池州地区行政公署专员、中共池州地委副书记的雷澍生被中共安徽省委安排主持中共池州地委全部工作。10月15日，雷就任池州地委书记，谢永康卸任，从此退休。1999年3月12日下午12时45分（北京时间），谢永康因医治无效，在江苏省中医院逝世，临死前他要求薄葬，并将其骨灰撒入长江。